# Renate Riemeck
Renate Riemeck, född 4 oktober 1920 i Breslau, död 12 maj 2003 i Alsbach-Hähnlein, tysk konsthistoriker, fredsaktivist och sedermera välkänd skribent med starka liberala och socialistiska åsikter.
1949 tog hon över vårdnaden om och blev fostermor till Ulrike Meinhof och hennes storasyster Wienke Meinhof sedan deras mor, Ingeborg Meinhof, dött i cancer. Flickorna var då 15 respektive 18 år. Riemeck blev fostermor till flickorna eftersom hon i tio års tid haft en relation med modern. Enligt författaren Jutta Ditfurth, som 2008 kom ut med boken Ulrike Meinhof – en biografi, försummade Riemeck dock flickorna. Karriären kom före.